# Cerekvice nad Bystřicí
Cerekvice nad Bystřicí je obec v okrese Jičín v Královéhradeckém kraji. Včetně dalších částí v obci žije 779 obyvatel.

## Historie
První písemná zmínka o vesnici pochází z roku 1357, kdy se zde připomíná farář Ples. Vojslav, Petr a Štěpán z Cerekvice ve vsi sídlili od roku 1368. Do roku 1530 se zde vystřídalo několik vladyckých rodin. Toho toku koupil zdejší tvrz, dvůr a ves Jan Litoborský z Chlumu. V letech 1633 a opět 1668 došlo k přestavbě tvrze na zámek.

## Přírodní poměry
Cerekvice nad Bystřicí leží na levém břehu řeky Bystřice. Její tok je ve správním území města součástí přírodní památky Bystřice.
Sousedními obcemi jsou Benátky a Hněvčeves na jihu, Želkovice a Žíželeves na jihovýchodě, Čenice a Jeřičky na východě, Velký Vřešťov na severovýchodě, Skála, Boháňka a Chloumek na severu, Březovice a Jeřice na severozápadě, Dolní Černůtky na západě a Horní Černůtky na severozápadě.

## Obyvatelstvo
| Rok            | 1869 | 1880 | 1890 | 1900 | 1910 | 1921 | 1930 | 1950 | 1961 | 1970 | 1980 | 1991 | 2001 | 2011 | 2021 |
| -------------- | ---- | ---- | ---- | ---- | ---- | ---- | ---- | ---- | ---- | ---- | ---- | ---- | ---- | ---- | ---- |
| Počet obyvatel | 598  | 561  | 551  | 551  | 509  | 519  | 565  | 417  | 461  | 432  | 396  | 374  | 601  | 601  | 581  |
| Počet domů     | 65   | 65   | 72   | 70   | 80   | 77   | 107  | 118  | 115  | 112  | 106  | 135  | 151  | 161  | 168  |

## Části obce
- Cerekvice nad Bystřicí
- Čenice 2.díl
- Třebovětice (od roku 1981)

## Doprava
Jižně od vesnice vede železniční trať Hradec Králové – Turnov, na které je zřízena zastávka Cerekvice nad Bystřicí.

## Pamětihodnosti
- Na místě staré tvrze z 14. století stojí cerekvický zámek. Jednoduchá stavba s třemi křídly, pocházející z první poloviny 18. století, je postavena na půdorysu ve tvaru písmene E. V roce 1936 byl zámek přestavěn podle návrhu Františka Krušiny, po tom, co vyhořel. V parku se nachází barokně stylizovaná zámecká studna z roku 1790. V současnosti slouží zámek jako školní budova.
- Kostel Zvěstování Panny Marie stojí na cerekvickém náměstíčku. Původní dřevěný kostel z 14. století byl nahrazen novou barokní stavbou v roce 1719. Interiér kostela je také v barokním stylu. Hlavní oltář má portálový charakter a zdobí ho sochy sv. Václava a sv. Jana Nepomuckého.
- U kostela jsou umístěny tři sochy vytesané z pískovce: Svatý Jan z Boha, kříž a Jan Nepomucký. V krajině, na křižovatce mezi Třebověticemi a Cerekvicí, stojí barokní socha svatého Josefa vytesaná z pískovce před mohutnou lípou.
- Památný strom Javor klen u Cerekvice
- Dům Františka Krámského je patrový roubený dům, který kdysi patřil rodině Krámských. Konstrukce domu využívá prvky lidové architektury, ale také prvky, které byly v této architektuře méně obvyklé. Dům má mansardovou střechu, která byla dříve krytá šindelem. Konstrukce typu "mansard" se obvykle užívala na městských budovách a na venkově hlavně při stavbě far.

## Fotogalerie

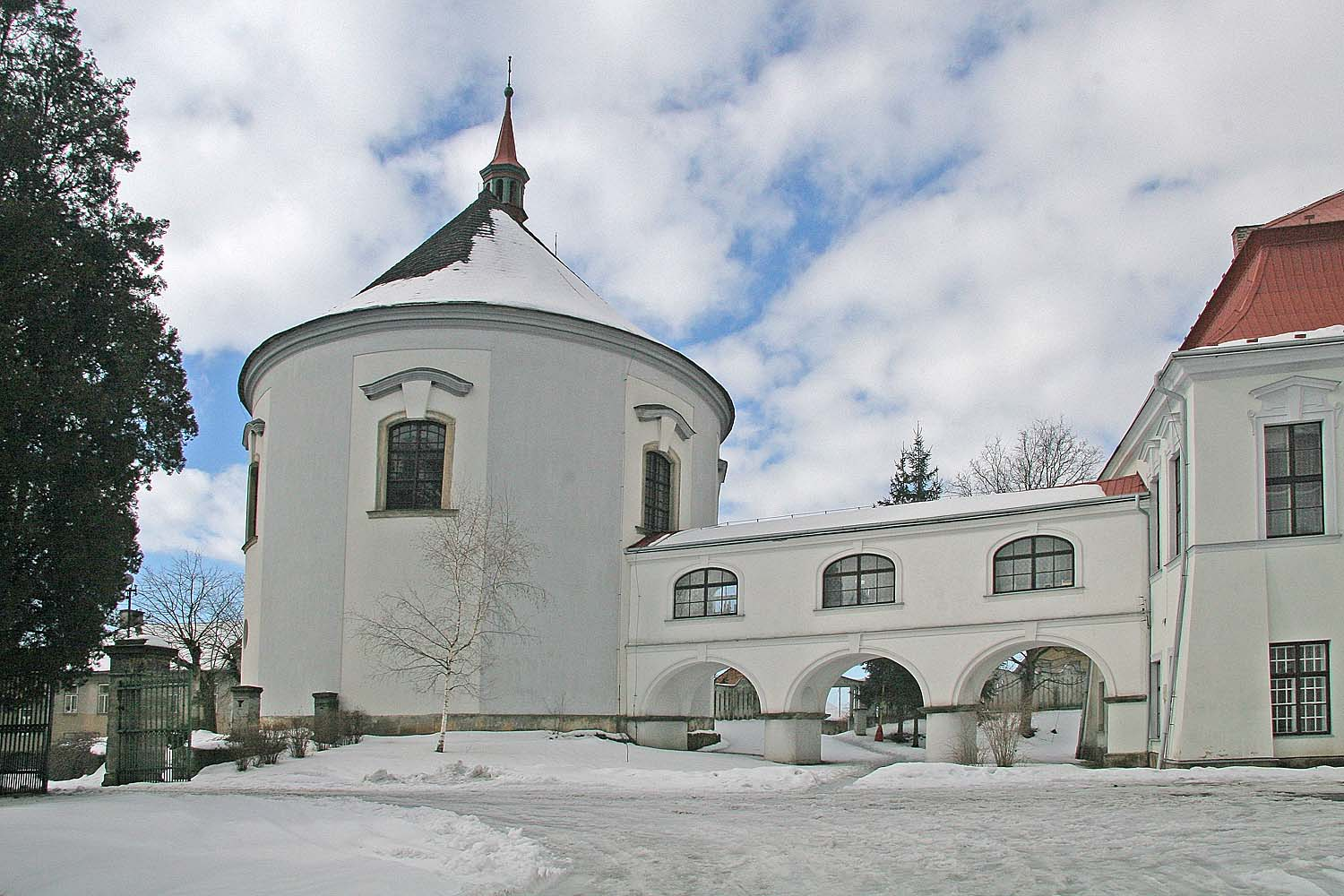
Arkádové propojení kostela Nanebevzetí Panny Marie s bývalým zámkem
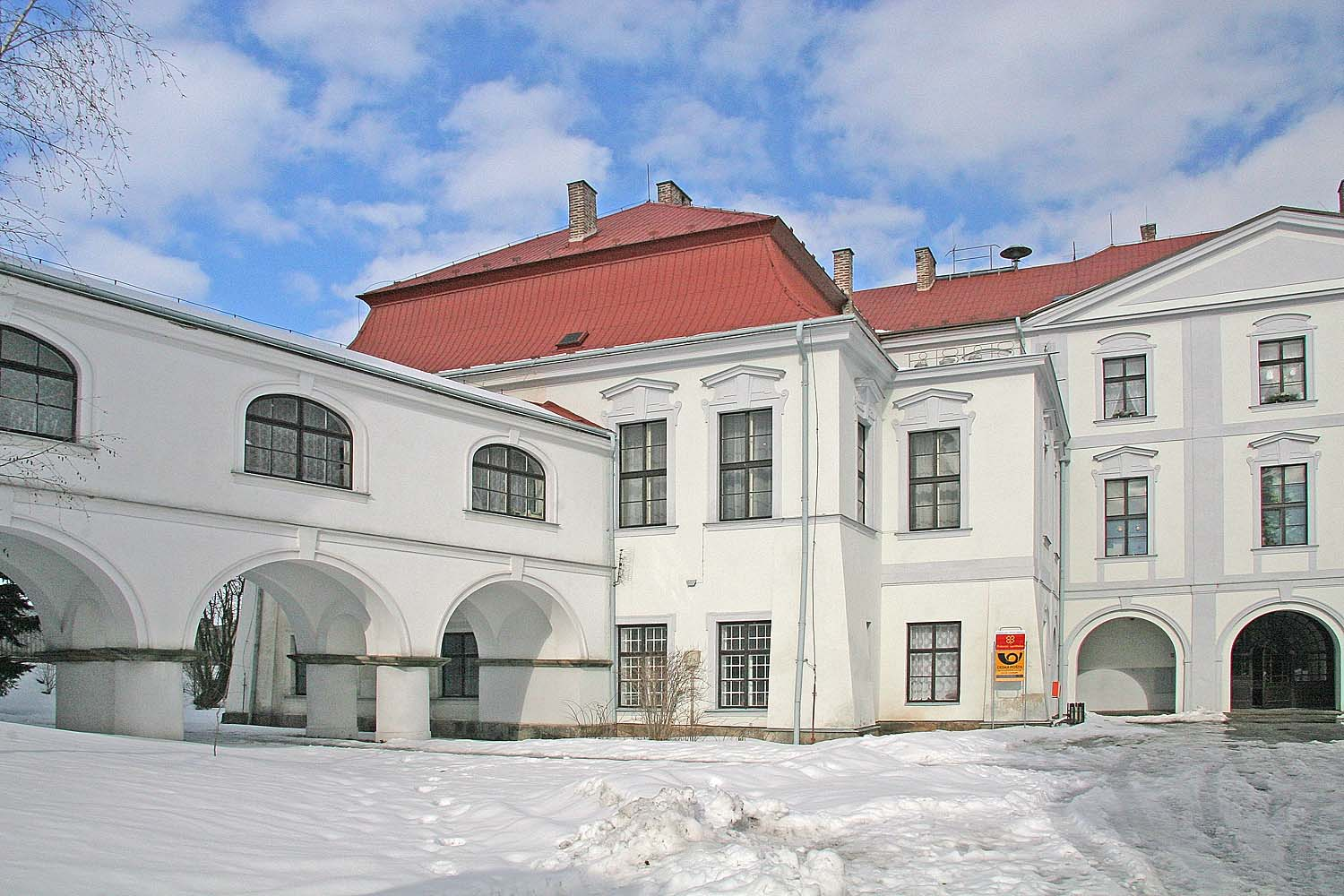
Zámek v Cerekvici, dnes využit jako škola